# Jon & Vangelis
Jon & Vangelis reprezintă colaborarea artistică între solistul vocal al trupei  Yes, Jon Anderson și compozitorul Vangelis începută în anul 1979. Muzica lor acoperă o varietate de genuri: Electronic, Rock, Pop, Jazz, Funk/Soul.

## Istoric
Cei doi artiști s-au întâlnit în anii '70 când Vangelis a fost propus să-l înlocuiască pe Rick Wakeman în cadrul trupei Yes, lucru care însă nu s-a întâmplat niciodată. 
Jon Anderson a colaborat la mai multe albume a lui Vangelis cum ar fi Heaven and Hell (1975) - vocal, Opera Sauvage (1979) - harpă și See You Later (1980) - vocal.
La începutul anilor 80, au lansat împreună o serie de LP-uri, dintre care Short Stories a ajuns pe locul 4 în Top 40 în Marea Britanie, iar "The Friends of Mr. Cairo" devine faimos atingând locul 6. Se mai pot enumera "I Hear You Now" și "I'll Find My Way Home". Initial, albumul "The Friends Of Mr. Cairo" a aparut in anul 1981 , reeditarea lui facandu-se in anul 1982 cu celebrul hit "I'll Find My Way Home". Urmatorul album , "Private Collection" a avut 2 mari hituri : "Italian Song" si "He Is Sailing". Anul 1984 aduce o compilatie "The Best Of", urmand ca relatia dintre cei 2 sa se reinnoade la inceputul anilor '90 ,, mai exact in 1991 cu albumul "Page Of Life", album ce nu a rămas in constiinta publicului larg. Urmatoarele albume editate au fost doar compilatii.
Jon Anderson scrie versurile iar Vangelis, în deplină maturitate artistică, compune muzica.

## Discografie
- 1980 - Short Stories
- 1981 - The Friends Of Mr. Cairo
- 1983 - Private Collection
- 1984 - The Best Of Jon And Vangelis
- 1991 - Page Of Life
- 1998 - Chronicles